# Siegfried Wald
Siegfried Wald (* vor 1940; † zwischen 1990 und 2010) war ein deutscher Schauspieler und Hörspielsprecher.

## Leben
Der Bühnenschauspieler Siegfried Wald trat nur selten in Film und Fernsehen in Erscheinung. Am bekanntesten ist seine Hauptrolle als Bartels in der Miniserie Das Rätsel der Sandbank die auf dem Roman von Robert Erskine Childers basiert und 1987 als Spielfilm gesendet wurde. Zudem war er zu sehen in Rose Bernd, Das Kuckucksei, Die Aufgabe des Dr. med. Graefe und Lebewohl, Fremde und spielte Episodenrollen in Serien wie Tatort, PS – Geschichten ums Auto oder Alsterstraße.
Bekannter wurde sein Wirken in Hörspielen vorrangig von der Hamburger Firma Europa. Walds sonore Stimme, die ihn für harte und unsympathische Figuren prädestinierte, war oft in Die drei ??? oder Ein Fall für TKKG  zu hören. Seltener arbeitete er als Synchronsprecher fürs Fernsehen, so in Magnum oder Bonanza.
Seine letzte nachweisbare Arbeit datiert aus dem Jahr 1991. Seither ist über sein Leben nichts bekannt. Die Hörspielproduzentin Heikedine Körting äußerte sich Ende 2010 in einer schriftlichen Fragerunde mit Fans zu Siegfried Wald und teilte mit, dass er nach langer Krankheit verstorben sei. Sein Tod zwischen 1991 und 2010 kann somit als gesichert gelten.

## Werke

### Hörspiele
Nichtkommerzielle Produktionen
- 1960: Arm aber frei – Regie: Edward Rothe
- 1962: Die Jagd nach dem Täter; Folge: Drei Fliegen mit einer Klappe – Regie: S. O. Wagner
- 1962: Die Jagd nach dem Täter; Folge: Heroin – Regie: S. O. Wagner
- 1963: Die Jagd nach dem Täter; Folge: Das Mädchen Rose-Li – Regie: S. O. Wagner
- 1966: Philoktet (nach Sophokles) – Regie: Fritz Schröder-Jahn
- 1967: Pastorale 67 (von Otto Heinrich Kühner) – Regie: Fritz Schröder-Jahn
- 1968: Die Männer mit den Steinen – Regie: Fritz Schröder-Jahn
- 1969: Die Vollbeschäftigten – Regie: Fritz Schröder-Jahn
- 1969: Die Vogelflöte – Regie: Fritz Schröder-Jahn
- 1970: Ohne Ende – Regie: Fritz Schröder-Jahn
- 1973: Märchen von einem, der auszog, das Fürchten zu lernen – Regie: Hans Rosenhauer
- 1975: Cécile (nach Theodor Fontane) – Bearbeitung und Regie: Hermann Wenninger
- 1976: Der Flug des Ikarus – Regie: Otto Kurth
- 1977: Orientierungspunkte – Regie: hans Rosenhauer
- 1979: Der Kommissar, der keinen Verdacht hatte – Regie: Hans Rosenhauer
- 1984: Hoffnung, dieser fade Hering – Regie: Heinz Hostnig
- 1985: Der Ausreißer – Regie: Hans Rosenhauer
- 1985: Kein Anschluß unter dieser Nummer – Regie: Heinz Hostnig
- 1986: Minnie oder Ein Fall von Geringfügigkeit – Regie: Hans Rosenhauer

Datum unbekannt:
- Die kleinen Grünen – Regie: Hans Bernd Müller
- Geschmackssache – Regie: Fritz Schröder-Jahn
- Ich mag deine Freunde – Regie: Hans Rosenhauer
- Mary auf dem Block – Regie: Fritz Schröder-Jahn

Kommerzielle Produktionen
- Ein Fall für TKKG: Das leere Grab im Moor (3) als Landstreicher Stulla
- Ein Fall für TKKG: Das Phantom auf dem Feuerstuhl (5) als Herr Herfurth
- Ein Fall für TKKG: Die Falschmünzer vom Mäuseweg (11) als Hehne
- Ein Fall für TKKG: Die Doppelgängerin (17) als Inges Vater
- Die drei ??? und der verschwundene Schatz (22) als Mr Frank
- Die drei ??? und das Aztekenschwert (23) als Tulsa
- Die drei ??? und die silberne Spinne (24) als Mann
- Die drei ??? und der magische Kreis (27) als Schrottplatzarbeiter
- Die drei ??? und der Doppelgänger (28) als Walt, Extremist
- Die drei ??? und das Riff der Haie (30) als Mac Gruder
- Die drei ??? und die bedrohte Ranch (33) als Hank Detweiler
- Chris und Stefan auf Schatzsuche am Kilimandscharo  als Jensen
- Chris und Stefan: Kalte Fracht für Kanada als Hank Dalton
- Flash Gordon – Brukka, der Feuergott (6) als Brukka
- EUROPA (Roman) Millionen gewonnen – Glück zerronnen (1) als Harold Miller
- EUROPA (Roman) Du sollst meine Prinzessin sein (6) als Graf Brenz

### Filmografie (Auswahl)
- 1958: Quelqu’un frappe à la porte
- 1961: Schiffer im Strom (Fernsehmehrteiler)
- 1962: Rose Bernd
- 1963: Alsterstraße (Fernsehserie)
- 1964: 491
- 1968: Landarzt Dr. Brock (Fernsehserie): Automarder
- 1970: Das Kuckucksei
- 1975: Tatort: Mordgedanken
- 1975: PS – Geschichten ums Auto (Fernsehserie)
- 1976: Gesucht wird …: Susanne Hilbich (Fernsehserie)
- 1982: Die Aufgabe des Dr. med. Graefe
- 1984: Das Rätsel der Sandbank (Mehrteiler)
- 1987: Das Rätsel der Sandbank
- 1991: Lebewohl, Fremde